# Кабаре (мюзикл)
«Кабаре» (англ. Cabaret) — мюзикл Джона Кандера на стихи Фреда Эбба, либретто Джо Мастероффа. Сюжет основан на пьесе Джона Ван Друтена «Я — камера» (1951), которая, в свою очередь, является сценической адаптацией романа «Прощай, Берлин» Кристофера Ишервуда.
Бродвейская премьера — 20 ноября 1966 года, Бродхерст-театр.
На основе музыкального спектакля снят фильм, записанный в разряд кинематографических шедевров, режиссёр и хореограф фильма — Боб Фосс.

## Сюжет
Действие происходит в 1931 году в Берлине, во время постепенного прихода нацистов к власти. Главные герои — 19-летняя артистка кабаре англичанка Салли Боулз и молодой американский писатель Клифф Брэдшоу. Побочная линия сюжета — роман между Фройляйн Шнайдер, хозяйкой берлинского пансиона, и Герром Шульцем, пожилым евреем-поставщиком фруктов; один из центральных персонажей — Конферансье в «Kit Kat Club».

## Постановки
Режиссёром премьерного спектакля (20 ноября 1966 года, Бродхерст-театр) был Гарольд Принс, хореографом — Рон Филд. В роли Салли выступила Джилл Хаворт, в роли Клиффорда — Берт Конви, в роли конферансье — Джоэл Грей. Перекочевав в «Империал-Театр», а затем в «Бродвей-Театр», постановка в итоге выдержала 1165 представлений.
В 1972 году был снят фильм Боба Фосса — «Кабаре».
В 1986 году Жером Савари поставил «Кабаре» (в собственной адаптации) в лионском «Théâtre du 8e» с Уте Лемпер в роли Салли и Магали Ноэль в роли Фройляйн Шнайдер; после международных гастролей спектакль был представлен в парижском «Могадоре» (1987) и тогда же получил премию «Мольер» за лучший музыкальный спектакль.
Постановка Савари была возобновлена в 1995 году с ДиДи Бриджуотер (Салли), Жаклин Данно (Фройляйн Шнайдер) и Марком Лавуаном (Клиффорд).
22 октября 1987 года состоялась премьера возобновлённой бродвейской постановки в «Империал-Театре». Затем она была перенесена в Минскофф-театр и выдержала 261 представление. Режиссёром и хореографом опять были Принс и Филд.
19 марта 1998 года состоялась премьера второго возобновления мюзикла в «Kit Kat Klub» (бывший Театр Генри Миллера). Сорежиссёрами были Сэм Мендес и Роб Маршалл, хореография — Маршалла, Наташа Ричардсон в роли Салли, Алан Камминг в роли конферансье. Затем постановка переместилась в «Studio 54», и выдержала 2377 представлений, став третьим бродвейским «revival-мюзиклом» (то есть возобновлённым, а не оригинальным) по количеству показов.

### Персонажи
- ЭмСи (The Emcee) — конферансье
- Салли Боулс (Sally Bowles) — солистка кабаре, англичанка
- Клиффорд Брэдшоу (Clifford Bradshaw) — американский писатель, путешествующий через Берлин
- Фройляйн Шнейдер (Fräulein Schneider) — хозяйка пансиона, где живут Салли и Клиффорд
- Герр Шульц (Herr Schultz) — пожилой торговец фруктами, еврей, возлюбленный фроляйн Шнайдер
- Эрнст Людвиг (Ernst Ludwig) — немец, приятель Салли
- Фройляйн Кост (Fräulein Kost) — проститутка, живущая в том же пансионе
- Рози, ЛуЛу, Френчи, Техас, Фрици, Хельга — другие девочки из кабаре
- Бобби, Виктор, Ганс, Герман — мальчики из кабаре
- Морячи, приходящие к фройляйн Кост
- Телохранитель Эрнста

### Песни
|    | Song                               | Character |
| -- | ---------------------------------- | --- |
| 01 | «Willkommen»                       | Emcee, Sally, Rosie, LuLu, Frenchy, Texas, Fritzy, Helga, Bobby, Victor, Hans, Herman, and Ensemble               |
| 02 | «So What?»                         | Fräulein Schneider                                                                                                |
| 03 | «Don’t Tell Mama»                  | Sally, Rosie, LuLu, Frenchy, Texas, Fritzy, and Helga                                                             |
| 04 | «The Telephone Song»               | Company |
| 05 | «Perfectly Marvelous»              | Sally and Cliff                                                                                                   |
| 06 | «Two Ladies»                       | Emcee, Bobby, and LuLu                                                                                            |
| 07 | «It Couldn’t Please Me More»       | Fräulein Schneider and Herr Schultz                                                                               |
| 08 | «Tomorrow Belongs to Me»           | Nazi Youth |
| 09 | «Why Should I Wake Up?»            | Cliff |
| 10 | «Sitting Pretty»                   | Emcee, Rosie, LuLu, Frenchy, Texas, Fritzy, Helga, Bobby Victor, Hans, Herman, and Ensemble                       |
| 11 | «The Money Song»                   | Emcee, Rosie, LuLu, Frenchy, Texas, Fritzy, Helga, Bobby, Victor, Hans, Herman, and Ensemble (1987/1998 revivals) |
| 12 | «Married»                          | Fräulein Schneider, Herr Schultz, and Fräulein Kost                                                               |
| 13 | «Meeskite»                         | Herr Schultz and Sally Bowles                                                                                     |
| 14 | «Tomorrow Belongs to Me (Reprise)» | Fräulein Kost, Ernst Ludwig, and Company                                                                          |

|    | Song                                      | Character                           |
| -- | ----------------------------------------- | ----------------------------------- |
| 15 | «Married (Reprise)»                       | Herr Schultz and Fräulein Schneider |
| 16 | «If You Could See Her (The Gorilla Song)» | Emcee                               |
| 17 | «What Would You Do?»                      | Fräulein Schneider                  |
| 18 | «I Don’t Care Much»                       | Emcee (1998 revival)                |
| 19 | «Cabaret»                                 | Sally                               |
| 20 | «Finale»                                  | Company                             |

Жирным шрифтом отмечены песни, вошедшие в фильм.
- «Willkommen» — единственная оригинальная песня пролога, оставшаяся в проекте.
- «I Don’t Care Much» — номер, исключенный из первоначальной постановки, восстановлен в 1998 году.
- «Perfectly Marvelous» — заменила песню «Roommates»
- «Good Time Charlie» — исключенная песня Салли, которую она пела Клиффу, когда они направлялись на помолвку Фройляйн Шнайдер.
- «It’ll All Blow Over» — исключенная песня, планировавшаяся для конца 1 акта, Фройляйн Шнайдер убеждается в том, что выходить замуж за еврея не мудро, а Клифф убеждается в действенной силе нацизма. Салли поёт им о том, что волноваться не стоит.
- «Mein Herr» — не присутствовала в первоначальной версии, написана для фильма, и включена в постановку 1998 года. Здесь она заменила «The Telephone Song».
- «Maybe This Time» — песня Кандера и Эбба, сочинённая не для мюзикла, также включена в постановку 1998 года. Здесь она заменила «Why Should I Wake Up?»
- «Don’t Go» — новая песня, написанная для бродвейской постановки 1987 года.
- «Sitting Pretty» — оригинальная песня. В фильме её заменила знаменитая «Money, Money». Для постановки 1987 года их соединили. В 1998 году использовали только вторую.